# 프랑스 24

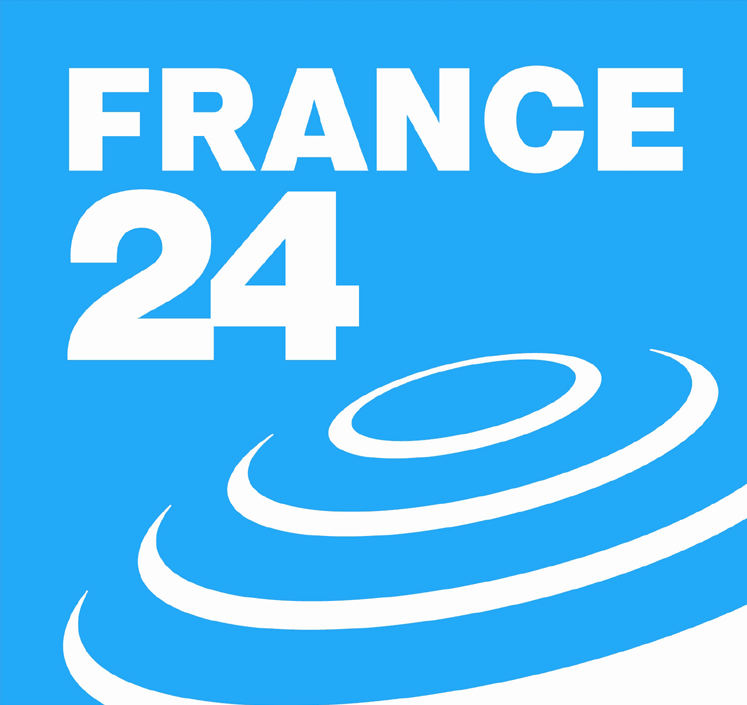
프랑스 24의 구 로고

프랑스 24(France 24)는 프랑스의 국제 보도전문채널이다.
프랑스의 국제 TV 뉴스 채널의 구상은 1987년 자크 시라크 당시 총리때부터 구상해왔으나, 본격적으로 구상에 들어간 계기는 2003년 2월 때였다. 당시 프랑스 외무장관이었던 도미니크 드 빌팽이 UN에서 이라크전에 반대하는 연설을 하였을 때 CNN과 BBC 등에서 제대로 보도를 하지 않은 것에 자극을 받아 뒷날 총리에 오르면서 미국과 영국의 시각에 맞서 프랑스의 시각을 전하는 국제 뉴스 채널을 구상하게 되었다.
이후 공영 방송인 프랑스 텔레비지옹과 프랑스 최대 민영 방송인 TF1과의 공동 출자로 2006년 12월 6일 방송을 시작하였다. 개국 당시에는 프랑스어와 영어의 두 언어로 방송되었고, 다음 해부터 아랍어 방송도 시작되었다. 장기적으로는 스페인어 방송도 계획되고 있다.
2006년 7월 개국 준비할 당시에는 Chaîne Française d'Information Internationale (CFII, 프랑스 국제 뉴스 채널)이었으나, 방송사명이 너무 길다는 지적 때문에 현재의 프랑스 24로 바뀌었다.
프랑스 24는 자체 제작 화면과 기사 외에 AFP 통신과 라디오 프랑스 앵테르나쇼날 등으로부터 뉴스를 공급받기도 하며, 국가로부터 예산 지원도 받고있다.
프랑스 24는 인터넷 웹 사이트를 통해서 무료로 시청이 가능하다.

## 같이 보기
- 프랑스 텔레비지옹
- 라디오 프랑스 앵테르나쇼날